# Daydaban
Daydaban (del persa dideban) designa segons l'època, a uns guardians, inspectors o similar. De fet, el mot dideban es pot traduir per vigilant o serè.
Sota l'Imperi Otomà el Dideban era els guàrdia de duanes, i el cap d'aquests guàrdies era el dideban baixi. Tanmateix els vigilants de les torres contra incendi d'Istanbul rebien també el nom de dideban.